# Benigno Bejarano
Benigno Bejarano Domínguez (Alburquerque, 22 de noviembre de 1900 - verano de 1944) fue un periodista y escritor español de los subgéneros de la sátira y la ciencia ficción. Murió exiliado en Francia a consecuencia de la Guerra Civil Española y gaseado por la Gestapo.

## Biografía
Nació en Alburquerque (Badajoz) de familia de padres y abuelos de la citada localidad. Fue el menor de tres hermanos. En 1922 fue excluido del servicio militar, pero el 1 de agosto de 1923 fue reclutado, tuvo problemas en el ejército, desertó y fue detenido en agosto de 1925. Posteriormente fue indultado en julio de 1927.
En 1929 publica por entregas en la revista Lecturas. También en otras publicaciones, como El Progreso, España Nueva, Solidaridad Obrera de Bilbao, Estudios. Revista ecléctica, etc. Exiliado en Francia a fines de la Dictadura de Primo de Rivera, volvió a España con el triunfo de la República, siguió publicando, especialmente en los medios afines a la C.N.T. a la que se afilió, dentro del sector reformista, y después de la derrota republicana se exilió de nuevo a Francia. La Gestapo lo detiene en 1942 y pasará por diversos campos de concentración hasta que muere gaseado en un camión "fantasma" en el verano de 1944.

## Obra
Sus obras están dispersas por numerosas publicaciones periódicas, y en cuanto a libros hay diversas versiones de la misma obra con distintos títulos, obras referenciadas como publicadas y no encontradas (probablemente no publicadas) y solo algunas reeditadas modernamente. Por otro lado hay una serie de obras atribuidas a Bejarano, pero publicadas con el seudónimo de Lazarillo de Tormes.
Los estudios críticos, también escasos y dispersos, arrancan de finales de los años setenta.
Sus obras han pasado a ser de dominio público en 2025 y se encuentran digitalizadas en la Biblioteca Nacional de España y descargables en su página web

## Libros publicados
- El secreto de un loco (novela), Barcelona, Lecturas, 1929. Folletín en nueve cuadernillos de febrero-octubre de 1929. Primera versión de la siguiente.
- El secreto de un loco. Expedición al planeta Marte, 4ª edición, Barcelona, Maratón, 1938. Hay otras versiones y ediciones posteriores, algunas como El fin de una expedición sideral (Viaje a Marte).
- Fantasmas, Barcelona, Ágora, 1932.
- Turistas en España, Barcelona, Simó, 1932.
- Conspiradores, Barcelona, Juvenal, 1933.
- Los últimos caballeros del Bienio, Sátira, Málaga, Nueva Generación, 1936.
- Enviado especial, Barcelona, 1938.
- El caso del doctor González, 3ª edición, 1936.